# Église de Sodankylä
L'église de Sodankylä (en finnois : Sodankylän kirkko) est une église située à  Sodankylä en Finlande.

## Histoire
L'église de Sodankylä inaugurée le 27 octobre 1859 est la deuxième église de la paroisse de Sodankylä.
La précédente ancienne église de Sodankylä datant de 1689 étant devenue trop petite on décide de construire ce nouveau bâtiment d'une taille au moins double de la précédente.
Des fonds seront alloués par le sénat conformément à la résolution de Nicolas Ier de Russie du 25 février 1852.
Le 22 septembre 1856, le tsar Alexandre II de Russie approuve les plans de Ludvig Isak Lindqvist, auxquels Ernst Bernhard Lohrmann avait demandé d'ajouter une tour tout en bois.
L'église est construite en pierres locales.
L'église a gardé sa forme épurée sans décoration
En rupture avec la tradition l'église est orientée nord-sud, avec l'autel dans le fond situé au nord.
La nef mesure 26 x 14,6 mètres. 
La hauteur des murs est de 8 mètres et la voûte 13,3 mètres. 
La tour du clocher fait 30 mètres de haut ; à son sommet se trouve une croix dorée de 2 mètres de hauteur.
Le clocher utilise les cloches de l'ancienne église.